# Haltepunkt Köln Geldernstraße/Parkgürtel
Der Haltepunkt Köln Geldernstraße/Parkgürtel ist ein Haltepunkt mit zwei Bahnsteiggleisen und zwei S-Bahn-Linien. Unterirdisch befinden sich zwei Stadtbahngleise der Kölner Verkehrs-Betriebe.

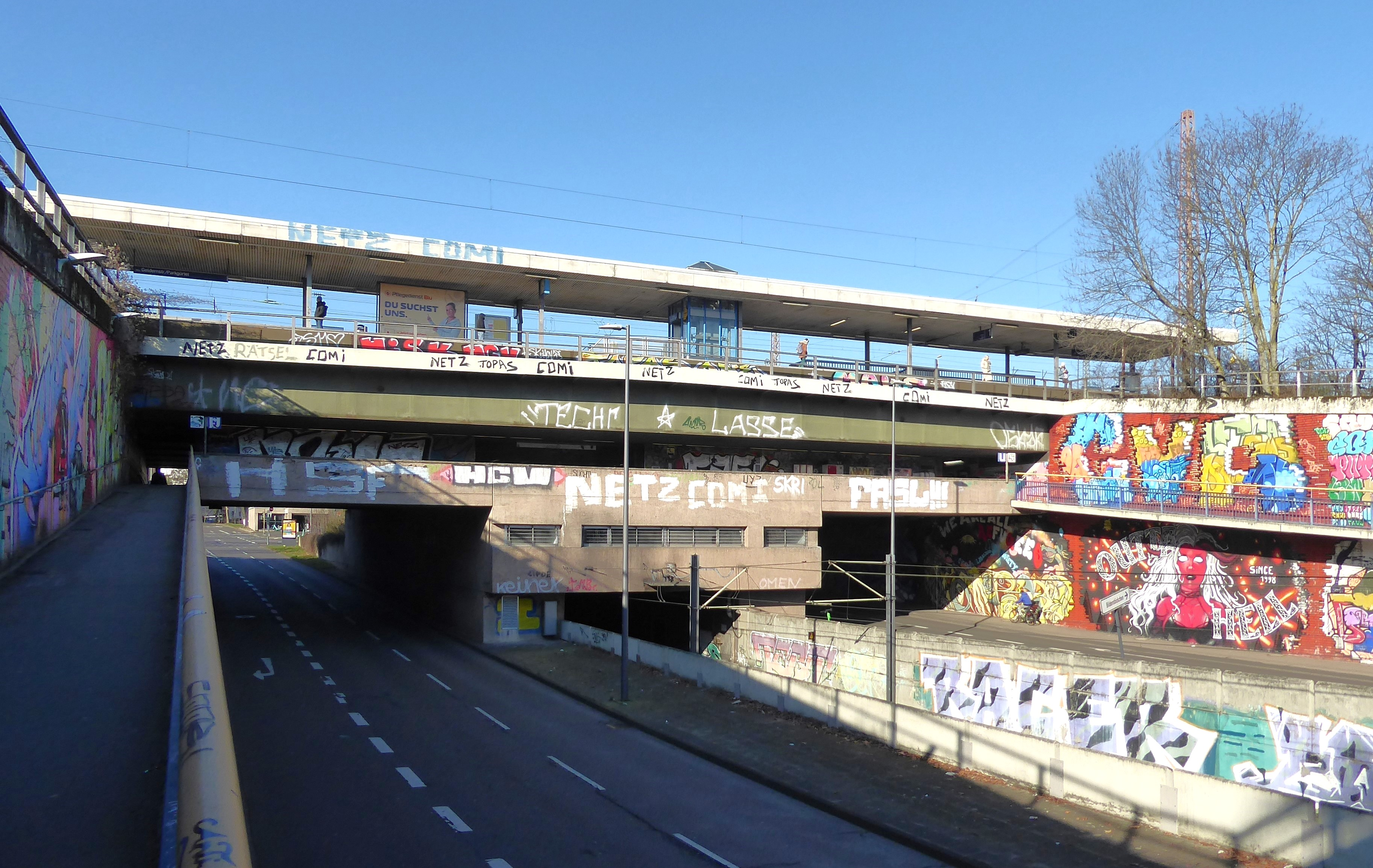
Ansicht von Osten

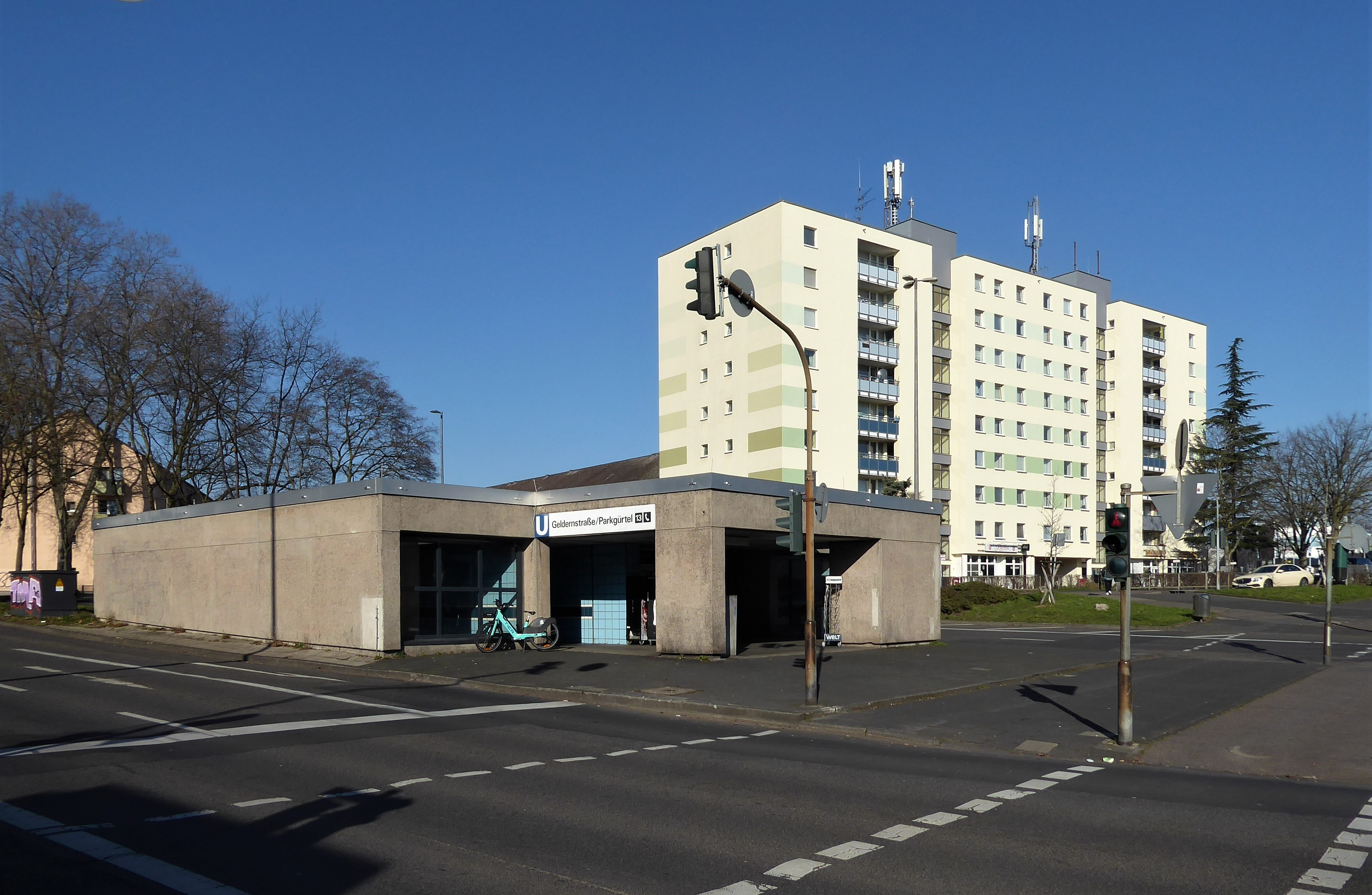
Der Eingang zur U-Bahn-Haltestelle Geldernstraße/Parkgürtel befindet sich auf einer Verkehrsinsel

Am Haltepunkt fahren die Kölner S-Bahn-Linien S 6 in Richtung Köln-Worringen über Köln-Longerich und Köln-Chorweiler sowie die S 11 in Richtung Neuss an der Linksniederrheinischen Strecke. In die andere Richtung fährt die S 6 nach Essen über Köln Hauptbahnhof und Düsseldorf Hauptbahnhof und die S 11 nach Bergisch Gladbach über Köln Hauptbahnhof und Köln-Mülheim.
Der Haltepunkt wird an Werktagen stündlich von zwölf Zügen bedient. Die S-Bahnen halten hier an einem 210 Meter langen Mittelbahnsteig.

## Geschichte S-Bahn
Im Rahmen des Baus der S-Bahn Köln wurde am 1. Juni 1975 eine Stichstrecke von Köln-Longerich an der Linksniederrheinischen Strecke über Köln-Chorweiler nach Köln-Chorweiler Nord eröffnet. In diesem Zusammenhang wurde auch der Haltepunkt Köln Geldernstraße/Parkgürtel neu eröffnet.
Seit dem Fahrplanwechsel am 14. Dezember 2014 fährt auch die S-Bahn-Linie S 6 in der Hauptverkehrszeit statt bis Köln-Nippes über die Chorweilerschleife bis Köln-Worringen und endet dort.
Im Jahr 2013 hat man den Weg zur Haltestelle neu saniert. Neue Lampen und stärkere Leuchtungen wurden installiert. Die Wände zur Bushaltestelle und zur Geldernstraße wurden neu bemalt und auch der Weg wurden durch höhere Stangen abgesichert. Die Rolltreppen zur Stadtbahnhaltestelle hat man ausgetauscht und modernisiert. Am 13. Dezember 2015 führte die DB Regio die Linie RE 6a ein und ergänzte damit den RE 6. Sie fuhr im Stunden-Takt vom Düsseldorfer Hauptbahnhof bis zum Flughafen Köln/Bonn. Mitte April 2016 hielt der RE 6a auf Grund von Bauarbeiten am Kölner Hauptbahnhof für zwei Wochen am Haltepunkt Geldernstr./Parkgürtel. Nach Abschluss der Arbeiten setzten sich der Verkehrsclub Deutschland (VCD), die Nachbarn 60 und die Grünen Köln-Nippes dafür ein, die Linie dauerhaft am Haltepunkt halten zu lassen. Sie verwiesen dabei auf eine gegenüber der S-Bahn um bis zu 40 Minuten kürzere Fahrzeit nach Düsseldorf. Am 11. Dezember 2016 wurde der RE 6a mit dem RE 6 zusammengelegt.

## Geschichte U-Bahn
Die U-Bahn-Station entstand 1974 bei Ausbau der Gürtelstrecke. Durch ein Starkregenereignis wurde am 19. Juli 2017 die komplette U-Bahn-Haltestelle mit Wasser überflutet.
Medien berichten von gravierenden Schäden. Während ein Technischer Zug und zwei Fachgruppen Wasserschaden/Pumpen des Technischen Hilfswerk (THW) das Wasser aus dem Bahntunnel abpumpten, war die Haltestelle gesperrt. Die KVB-Linie 13 fuhr von Holweide Vischeringstraße bis zur Slabystraße bzw. Nußbaumerstraße bis Sülzgürtel. In der Zeit wurde auch ein Ersatzbus zwischen Wiener Platz und Nußbaumerstraße eingesetzt. Am 20. Juli 2017 fuhr die Bahnlinie wieder den üblichen Linienweg. Dennoch fand an der Haltestelle Geldernstraße/Parkgürtel in beiden Fahrtrichtungen kein Fahrgastwechsel statt. Währenddessen fuhr ein Schienenersatzverkehr zwischen Escher Straße und Neusser Straße/Gürtel. Die Kölner Verkehrs-Betriebe berichtete, dass ein Trafo vom Wasser überschwemmt worden war und deshalb die Technik nicht funktionierte.
Zwischen dem 31. Juli 2017 und 4. August 2017, jeweils in der Nacht von 0:27 Uhr bis 1:35 Uhr, wurden Reinigungsarbeiten durchgeführt. In der Zeit war die Strecke der Linie 13 zwischen Mülheim Wiener Platz und Venloer Straße/Gürtel von einem Ersatzbus ersetzt worden. Die Linie 13 wurde von Mülheim, im Zuge der Linie 18, über den Hauptbahnhof und dann, im Zuge der Linie 5, nach Köln-Ehrenfeld umgeleitet. Von dort aus ging die 13 wieder auf die eigentliche Strecke zum Sülzgürtel und zurück. Die Kölner Verkehrs-Betriebe gaben am 7. August 2017 die Haltestelle provisorisch frei, der Ein- und Ausstieg war wieder möglich. Die Nutzung von Rolltreppen war noch nicht möglich. Nach dem Stand vom 3. November 2017 gelang es den Verkehrsbetriebe nach über drei Monaten, die Rolltreppen wieder in Betrieb zusetzen.
Beim Hochwasser 2021 wurde die Haltestelle bis über die Bahnsteigkante überflutet, das THW und die Feuerwehr pumpten Wasser aus der Haltestelle.

## Bahnhofsanlage
Der Haltepunkt Köln Geldernstraße/Parkgürtel besitzt einen Mittelbahnsteig mit barrierefreiem Zugang durch einen Fahrstuhl und einer aufsteigenden Rolltreppe.
| Gleis | Linie    | Verwendung                          | Richtung |
| ----- | -------- | ----------------------------------- | -------- |
| 1     | S 6 S 11 | nach Köln-Worringen bzw. Düsseldorf | Nord     |
| 2     | S 6 S 11 | nach Essen bzw. Bergisch Gladbach   | Süd/Ost  |

Er gehört zur Preisklasse 4.

## Linien

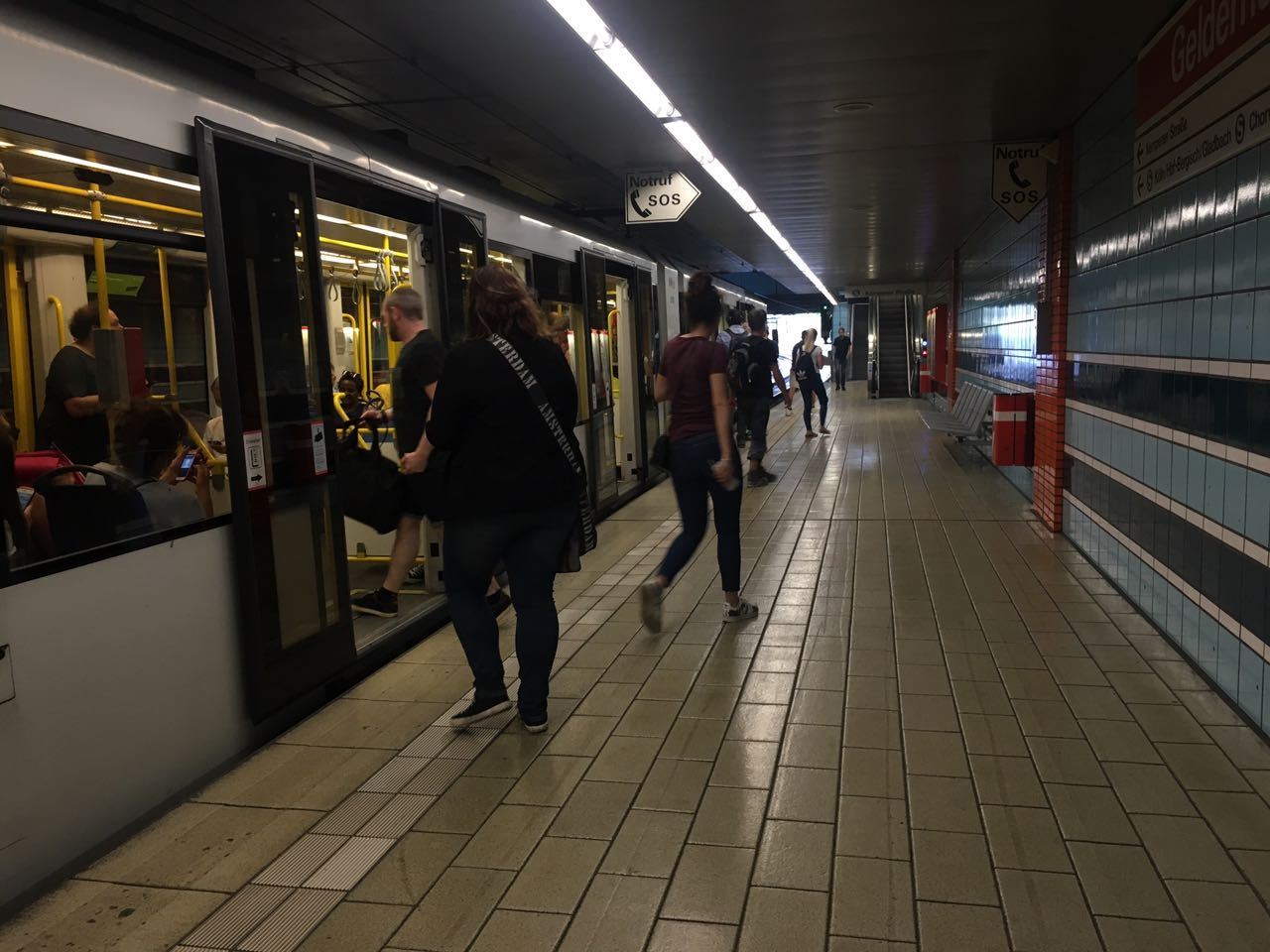
Die Stadtbahnlinie 13 in Richtung Holweide

Der S-Bahnhof wird von der Linie S 11 der S-Bahn Köln bedient und in der Hauptverkehrszeit morgens und nachmittags zusätzlich von der Linie S 6 der S-Bahn Rhein-Ruhr. Im U-Bahnhof fährt die die Stadtbahnlinie 13 der Kölner Verkehrsbetriebe (KVB).
| Linie          | Verlauf | Takt |
| -------------- | --- | --- |
| S 6            | Essen Hbf – Essen Süd – E-Stadtwald – E-Hügel – E-Werden – Kettwig – Kettwig Stausee – Hösel – Ratingen Ost – D-Rath – D-Rath Mitte – D-Derendorf – D-Zoo – D-Wehrhahn – Düsseldorf Hbf – D-Volksgarten – D-Oberbilk – D-Eller Süd – D-Reisholz – D-Benrath – D-Garath – D-Hellerhof – Langenfeld-Berghausen – Langenfeld (Rheinland) – Lev.-Rheindorf – Lev.-Küppersteg – Leverkusen Mitte – Lev.-Chempark – K-Stammheim – K-Mülheim – K-Buchforst – K-Messe/Deutz – Köln Hbf – K-Hansaring – K-Nippes (– K-Geldernstr./Parkgürtel – K-Longerich – K-Volkhovener Weg – K-Chorweiler – K-Chorweiler Nord – K-Blumenberg – K-Worringen) Stand: Fahrplanwechsel Dezember 2023 | 20 min (werktags) 30 min (sonn-/feiertags, Essen–Düsseldorf auch samstags) Nippes–Worringen nur werktags 5–20 Uhr und sonn-/feiertags 11–21 Uhr |
| S 11           | D-Flughafen Terminal – D-Unterrath – D-Derendorf – D-Zoo – D-Wehrhahn – Düsseldorf Hbf – D-Friedrichstadt – D-Bilk – D-Völklinger Straße – D-Hamm – NE Rheinparkcenter – NE Am Kaiser – Neuss Hbf – Neuss Süd – Norf – NE-Allerheiligen – Nievenheim – Dormagen – Dormagen-Chempark – Köln-Worringen – K-Blumenberg – K-Chorweiler Nord – K-Chorweiler – K-Volkhovener Weg – K-Longerich – K-Geldernstraße/Parkgürtel – K-Nippes – K-Hansaring – Köln Hbf – K-Messe/Deutz – K-Buchforst – K-Mülheim – K-Holweide – K-Dellbrück – Duckterath – Bergisch Gladbach Stand: Fahrplanwechsel Dezember 2023                                                                        | 20 min |
| Stadtbahn Köln | | |
| 13             | Sülzgürtel – Zülpicher Straße/Gürtel – Lindenthal – Aachener Str./Gürtel – Venloer Straße/Gürtel (Bf. Ehrenfeld) – U Geldernstraße/Parkgürtel – Neusser Straße/Gürtel – Riehl – U Mülheim Wiener Platz – U Bf. Mülheim – Buchheim – Holweide | 10 min |

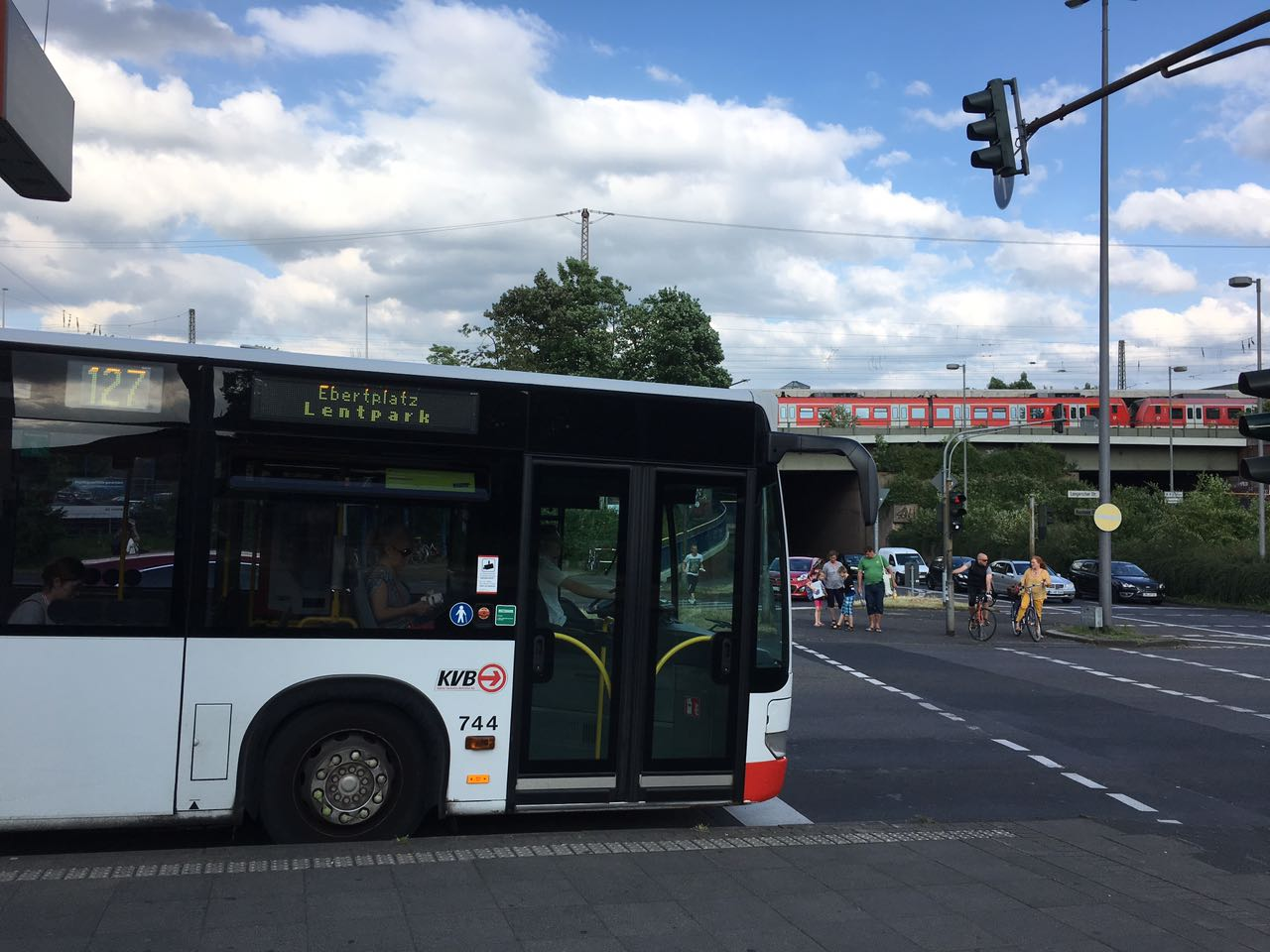
Die Buslinie 127 an der Bushaltestelle und die S-Bahn im Hintergrund (2017)

Im öffentlichen Personennahverkehr wird die Bushaltestelle des Haltepunkts Köln Geldernstraße/Parkgürtel von drei Buslinien bedient:
| Linie | Fahrstrecke |
| ----- | --- |
| 121   | Langel Fähre – Merkenich – Chorweiler – Longerich – Gewerbegebiet Bilderstöckchen – Geldernstraße/Parkgürtel – Neusser Straße/Gürtel           |
| 127   | Longericher Str. – Longerich – Pesch – Mengenich – Ossendorf – Am Bilderstöckchen – Geldernstraße/Parkgürtel – Nippes – Hansaring – Ebertplatz |
| 147   | Am Bilderstöckchen – Geldernstraße/Parkgürtel – Florastraße – Neusser Straße/Gürtel – Niehl Sebastianstraße – Niehl Nord                       |